# Clypse Course
Il Clypse Course era un circuito realizzato sull'Isola di Man, nella contea di Onchan. Venne utilizzato negli anni che vanno da 1954 al 1959 per disputarvi alcune gare del Tourist Trophy, in particolare vi gareggiavano: il Sidecar TT, l'Ultra-Lightweight TT ed il Lightweight TT. Il circuito era lungo 17,361 km (10,79 miglia). Il nome Clypse sembra derivi da una contrazione dello scandinavo "Kleppsstar" (fattoria di Klepper) dal quale derivano "Clypse Beg" e "Clypse Modar".

## Storia
Il Clypse Course era composto da alcune parti del più grande Snaefell Mountain Course ed in particolare della A18, la strada che costeggia la montagna. Una sezione era costituita dalla A18 tra Conk-y-Mona e Creg-ny-Baa. Questo tratto, rispetto al circuito più grande, veniva percorso in senso inverso. L'altro tratto della A18 utilizzata era tra Signpost Corner e Governor's Bridge. Il punto più elevato, 261 m sul livello del mare, era posto nella zona di Ballacarrooin Hill. Il circuito era stato realizzato proprio per rendere meno ardua, per le moto di piccola cilindrata, la gara. Di solito le competizioni sul Clypse duravano 9 o 10 giri.
Il circuito a partire dal 1960 venne abbandonato e le tre categorie che lo utilizzavano tornarono a correre sul "circuito di montagna". Alcune parti del Clypse sono utilizzate per disputare gare ciclistiche, corse in salita e di auto d'epoca. Il tratto tra Creg-na-Baa e Begoade Road, tra la B12 e la B20, viene utilizzata per il Rally dell'Isola di Man.
Il record sul giro del Clypse Course appartiene a Tarquinio Provini, che lo stabilì durante il Tourist Trophy del 1959 con 8'04.2 alla velocità media di 129,10 km/h (80.22 miglia orarie). Lo stesso Provini, insieme a Carlo Ubbiali, detiene il primato di vittorie (4) sul Clypse.

## Fonti
- Patrignani, R., (2007), Hanno tolto il giro d'onore, in Motosprint, nº17, p. 12
- Motor Cycling May 30th 1957
- Clepps(Beg) - Manorial Roll 1643 or Cleypse - Woods Atlas 1867 Manx Notebook.
- Isle of Man Weekly Times dated 22 May 1954